# Geovane Jesus
Pour les articles homonymes, voir Jesus.
Geovane Jesus, né le 31 juillet 2001 à Santana do Riacho, est un footballeur brésilien qui joue au poste d'arrière gauche au FC Dallas.

## Biographie

### Carrière en club
Né à Santana do Riacho au Brésil, Geovane Jesus est formé entre le Sociedade Esportiva Palmeiras et le Cruzeiro Esporte Clube, où il commence sa carrière professionnelle. Il joue son premier match avec l'équipe première du club de Minas Gerais le 25 avril 2021.
Lors de la saison 2022, son équipe remporte le championnat brésilien de deuxième division, et est ainsi promue en première division,.
Il est transféré au FC Dallas à l'aube de la saison 2023 de Major League Soccer, signant un contrat jusqu'en 2026 avec une option pour une année supplémentaire,. 

## Palmarès
Cruzeiro EC
- Championnat du Brésil D2
  - Champion en 2022